# Nephrotoma sodalis
Nephrotoma sodalis is een tweevleugelige uit de familie langpootmuggen (Tipulidae). De soort komt voor in het Nearctisch gebied.